# Милн, Ралф
Ралф Милн (англ. Ralph Milne; 13 мая 1961 — 6 сентября 2015) — шотландский футболист, полузащитник. Известен по выступлениям за шотландский «Данди Юнайтед», английские «Чарльтон Атлетик», «Бристоль Сити» и «Манчестер Юнайтед». В составе «Данди Юнайтед» стал чемпионом Шотландии. Включён в Зал славы «Данди Юнайтед».
Из-за проблем с алкоголем завершил профессиональную карьеру в возрасте 28 лет.

## Ранние годы
Родился в шотландском городе Данди 13 мая 1961 года, был младшим ребёнком в семье из четырёх детей. Начал играть в футбол в клубе «Данди Селтик Бойз»; изначально выступал на позиции нападающего.

## Клубная карьера

### «Данди Юнайтед»
В январе 1976 года стал игроком «Данди Юнайтед». Сначала выступал за резервную команду клуба, в основном составе дебютировал в сезоне 1979/80. 28 июля 1979 года забил свой первый гол за клуб в матче Кубка Драйборо против «Данфермлин Атлетик». 8 сентября 1979 года забил свой первый гол в чемпионате в матче против «Селтика», сравняв счёт дальним ударом. По итогам сезона был признан лучшим резервистом года, а также помог главной команде выиграть Кубок шотландской лиги, хотя не попал в заявку на финальный матч. В сезоне 1980/81 стал регулярным игроком основы, забив 10 мячей в 33 матчах. «Данди Юнайтед» вновь выиграл Кубок лиги, хотя Милн снова не сыграл в финале. В мае 1981 года сыграл в финале Кубка Шотландии, в котором «Данди Юнайтед» проиграл «Рейнджерс» в переигровке. Главный тренер «Данди Юнайтед» Джим Маклейн тогда описал Милна как «потенциально… самого  захватывающего игрока в Шотландии» и как «вингера со скоростью, который может забивать». При этом Маклейн отмечал, что игра Милна не отличалась стабильностью. В ноябре 1981 года сыграл в финале Кубка шотландской лиги, забив в матче против «Рейнджерс», но «Данди Юнайтед» в итоге уступил со счётом 1:2. Также в 1981 году Милн забивал в матчах Кубка УЕФА против «Монако», «Боруссии (Мёнхенгладбах)» и «Винтерслага» (дважды).
В сезоне 1982/83 «Данди Юнайтед» впервые в своей истории стал чемпионом Шотландии, опередив на одно очко «Селтик» и «Абердин». Милн забил 16 голов в лиге, играя на позиции правого вингера. Одним из важнейших голов в той кампании стал его гол ударом с лёта с 20 ярдов в ворота «Селтика» 20 апреля 1983 года, принесший победу «Данди Юнайтед» со счётом 3:2. В последнем туре сезона, 14 мая 1983 года, «Данди Юнайтед» должен был побеждать, чтобы гарантировать себе чемпионский титул. В дерби против «Данди» Милн открыл счёт дальним ударом; «Данди Юнайтед» выиграл со счётом 2:1 и стал чемпионом. В том сезоне Милн забил за клуб 21 гол во всех турнирах. Гол Милна в матче против «Данди» считается определяющим моментом в его карьере.
В сезоне 1983/84 «Данди Юнайтед» квалифицировался в Кубок европейских чемпионов. Милн сделал «дубли» в еврокубковых матчах против «Хамрун Спартанс» и льежского «Стандарта». «Данди Юнайтед» дошёл до полуфинала турнира, где проиграл «Роме» со счётом 3:2 по сумме двух матчей. В чемпионате команда заняла третье место, отстав от завоевавшего чемпионский титул «Абердина» на 10 очков. В том сезоне Милн забил 12 голов во всех турнирах.
В последующие три сезона Милн продолжал оставаться игроком основного состава, но забивал всё реже. Отношения между ним и главным тренером Джимом Маклейном были довольно напряжёнными. Также у Милна начались проблемы с алкоголем и плохой игровой формой. В сезоне 1986/87 Милн сыграл в первых трёх раундах Кубка УЕФА. «Данди Юнайтед» обыграл «Ланс», «Барселону» и мёнхенгладбахскую «Боруссию» и вышел в финал турнира. Однако Милн покинул клуб в январе 1987 года и не сыграл в решающей стадии турнира. Всего он сыграл за клуб 285 матчей и забил 74 гола. Милн является лучшим бомбардиром «Данди Юнайтед» в еврокубках (15 голов).

### «Чарльтон Атлетик»
В январе 1987 года Милн перешёл в клуб Первого дивизиона Футбольной лиги Англии за 125 000 фунтов. В марте 1987 года он сыграл в финале Кубка полноправных членов на «Уэмбли», в котором «Чарльтон Атлетик» с минимальным счётом уступил клубу «Блэкберн Роверс». В сезоне 1986/87 «Чарльтон Атлетик» занял 19-е место и вынужден был сыграть в матче плей-офф за право остаться в высшем дивизионе; в плей-офф команда одержала победу над «Лидс Юнайтед» после переигровки и осталась в Первом дивизионе. В первом матче плей-офф Милн получил перелом челюсти после удара локтем от Мики Адамса. В следующем сезоне он редко попадал в основной состав, сыграв только десять матчей, и в январе 1988 года получил право покинуть команду.

### «Бристоль Сити»
В январе 1988 года Милн перешёл в клуб Третьего дивизиона «Бристоль Сити» за 50 000 фунтов. Сезон 1987/88 «Сити» завершил на пятом месте, позволявшем сыграть в плей-офф за выход во Второй дивизион, однако уступил «Уолсоллу» в переигровке финала плей-офф.
Хорошие выступления Милна на «Аштон Гейт» привлекли к Милну внимание нескольких клубов, в том числе шотландского «Абердина». Главный тренер «Бристоль Сити» Джо Джордан отказался отпускать Милна в Шотландию, но заявил, что может сделать исключение для своего бывшего клуба «Манчестер Юнайтед».

### «Манчестер Юнайтед»
11 ноября 1988 года Ралф Милн перешёл в «Манчестер Юнайтед за 175 000 фунтов. Алекс Фергюсон приобрёл Милна на позицию левого вингера, правым вингером «Юнайтед» был Гордон Стракан. Дебют Милна за «Юнайтед» состоялся 19 ноября 1988 года в матче Первого дивизиона против «Саутгемптона» на стадионе «Олд Траффорд». 3 декабря 1988 года Милн забил свой первый гол за «Юнайтед» в матче против «Чарльтон Атлетик» ударом с лёта с 20 ярдов; «Юнайтед» одержал в том матче победу со счётом 3:0 и прервал девятиматчевую серию без побед. 26 декабря 1988 года Милн забил в матче против «Ноттингем Форест». 1 января 1989 года Милн сыграл в дерби против «Ливерпуля», в которой «красные дьяволы» победили со счётом 3:1. Сам Милн считал участие в том матче своей лучшей игрой в футболке «Манчестер Юнайтед». «Юнайтед» завершил сезон 1988/89 на 11-м месте в чемпионате.
В сентябре 1989 года Фергюсон подписал левого вингера Дэнни Уоллеса из «Саутгемптона». Переход Уоллеса, а также быстрый прогресс юного вингера Ли Шарпа вытеснили Милна из основного состава «Юнайтед»: в сезоне 1989/90 он провёл за команду только один матч. По ходу сезона Милн был отправлен в аренду в «Вест Хэм Юнайтед» Лу Макари, но и там сыграл только один матч: это была игра Кубка Футбольной лиги против «Дерби Каунти». Вскоре он получил травму паха, которая потребовала операции. «Манчестер Юнайтед» продлил контракт Милна на сезон 1990/91, но он начал пропускать матчи резервной команды «Юнайтед» и проводить время за употреблением алкоголя.
Милна называли худшим трансфером Фергюсона в «Манчестер Юнайтед», даже несмотря на относительно низкую стоимость его перехода. Сам Фергюсон считал, что Милн помог развитию юного Ли Шарпа, который начинал играть на позиции левого защитника, но переквалифицировался в левого вингера. Милн числился игроком «Юнайтед» до 30 июня 1991 года, после чего был отпущен клубом в качестве свободного агента. Милн стал последним шотландцем, который перешёл в «Манчестер Юнайтед» в эпоху Алекса Фергюсона.

### «Синтоу»
В 1991 году Милн проходил просмотры в турецком клубе «Анкарагюджю» и в датском «Эсбьерге», однако ему не предложили контракт. Позднее в том же году он отправился в Гонконг, где подписал контракт с местным клубом «Синтоу». Провёл в гонконгском клубе один сезон, по итогам которого его команда заняла 4-е место в Первом дивизионе Гонконга. Ему предложили продление контракта, однако он отказался и в 1992 году вернулся в Великобританию. Проходил просмотр в ирландском клубе «Дерри Сити», но контракт с ним не подписал. В возрасте 32 лет окончательно завершил карьеру игрока.

## Карьера в сборной
8 сентября 1981 года 20-летний Милн дебютировал за сборную Шотландии до 21 года, выйдя на замену вместо Алана Бразила в матче против Швеции в Эдинбурге. Осенью 1983 года провёл ещё два матча за молодёжную сборную Шотландии: против Бельгии (0:0) и ГДР (1:1). Он не сыграл за главную сборную Шотландии, при этом считается одним из лучших шотландских игроков, так и не сыгравших за первую сборную. По свидетельству самого Милна, главный тренер сборной Шотландии Джок Стейн хотел взять Милна в тур сборной по США, но главный тренер «Данди Юнайтед» Джим Маклейн «отговорил» его. Милн заявил, что за это он «никогда не простит» Маклейна.

## Стиль игры
Милн был вингером с «рабочей» правой ногой, при этом он специально тренировал свою левую ногу для повышения своего мастерства. Его одноклубник по «Данди Юнайтед» Пол Хегарти отмечал, что Милн обладал высокой скоростью, храбростью и хорошей работоспособностью, а также умением забивать важные голы. Другой одноклубник Милна по «Данди Юнайтед» Дейви Доддс считал, что в завершении атак Ралф был не хуже любого из игроков, выступавших в Шотландии в 1980-е годы.
Главный тренер «Данди Юнайтед» Джим Маклейн так сформулировал свои впечатления от своего подопечного:

Если у меня и была выдающаяся неудача, то это был Ралф Милн. Он должен был сыграть на чемпионате мира. Он должен был выигрывать трофеи со сборной Шотландии. Я считаю трагедией, что парень не сыграл за свою страну. У него был невероятный талант — и я подвёл его. У него было неправильное отношение к игре и я не смог это изменить.

## Личная жизнь
С 1985 по 1988 год состоял в браке с женщиной по имени Ким. У пары родился сын Брэдли. В 1990 году у Милна родился ещё один сын, Роберт, от его новой партнёрши Ли. Отношения с Ли продлились десять лет. В 2005 году Ралф начал отношения с Фионой Спенс, которая была младше Милна на 19 лет. Они встречались на протяжении восьми лет, хотя Фиона призналась, что Милн регулярно её бил. В 2010 и 2013 году присутствовал на судебных слушаниях по делу об обвинении в нападении на свою девушку Фиону Спенс в состоянии опьянения, однако оба раза избежал наказания.
Сам Милн признавал, что у него были проблемы с алкоголем и игроманией как во время профессиональной карьеры игрока, так и после её завершения. Он часто употреблял алкоголь во время своей футбольной карьеры, но особенно часто стал пить после того, как получил травму в 1990 году. Злоупотребление алкоголем нанесло серьёзный вред его здоровью. По мнению Джима Маклейна, тренировавшего Ралфа в «Данди Юнайтед», Милн добился бы большего успеха в футболе, если бы не его проблемы с алкоголем и дисциплиной.
После завершения карьеры футболиста Милн работал в пабе.
Ралф Милн умер 6 сентября 2015 года в возрасте 54 лет от осложений, вызванных болезнью печени.

## Статистика выступлений
| Клуб                      | Сезон            | Лига             | Лига | Лига | Кубок страны | Кубок страны | Кубок лиги | Кубок лиги | Еврокубки | Еврокубки | Итого | Итого |
| Клуб                      | Сезон            | Дивизион         | Игры | Голы | Игры         | Голы         | Игры       | Голы       | Игры      | Голы      | Игры  | Голы  |
| ------------------------- | ---------------- | ---------------- | ---- | ---- | ------------ | ------------ | ---------- | ---------- | --------- | --------- | ----- | ----- |
| Данди Юнайтед             | 1979/80          | Премьер-дивизион | 13   | 2    | 0            | 0            | 4          | 0          | 2         | 0         | 19    | 2     |
| Данди Юнайтед             | 1980/81          | Премьер-дивизион | 21   | 7    | 6            | 0            | 5          | 3          | 1         | 0         | 33    | 10    |
| Данди Юнайтед             | 1981/82          | Премьер-дивизион | 35   | 8    | 4            | 0            | 8          | 2          | 8         | 4         | 55    | 14    |
| Данди Юнайтед             | 1982/83          | Премьер-дивизион | 34   | 16   | 1            | 0            | 6          | 2          | 8         | 3         | 49    | 21    |
| Данди Юнайтед             | 1983/84          | Премьер-дивизион | 25   | 5    | 4            | 0            | 10         | 3          | 8         | 4         | 47    | 12    |
| Данди Юнайтед             | 1984/85          | Премьер-дивизион | 19   | 4    | 5            | 0            | 5          | 2          | 2         | 2         | 31    | 8     |
| Данди Юнайтед             | 1985/86          | Премьер-дивизион | 18   | 2    | 2            | 0            | 3          | 2          | 6         | 1         | 29    | 5     |
| Данди Юнайтед             | 1986/87          | Премьер-дивизион | 14   | 1    | 0            | 0            | 2          | 0          | 6         | 1         | 22    | 2     |
| Данди Юнайтед             | Итого            | Итого            | 179  | 45   | 22           | 0            | 43         | 14         | 41        | 15        | 285   | 74    |
| Чарльтон Атлетик          | 1986/87          | Первый дивизион  | 12   | 0    | —            | —            | —          | —          | —         | —         | 12    | 0     |
| Чарльтон Атлетик          | 1987/88          | Первый дивизион  | 10   | 0    | —            | —            | —          | —          | —         | —         | 10    | 0     |
| Чарльтон Атлетик          | Итого            | Итого            | 22   | 0    | —            | —            | —          | —          | —         | —         | 22    | 0     |
| Бристоль Сити             | 1987/88          | Третий дивизион  | 19   | 4    | —            | —            | —          | —          | —         | —         | 19    | 4     |
| Бристоль Сити             | 1988/89          | Третий дивизион  | 11   | 2    | —            | —            | —          | —          | —         | —         | 11    | 2     |
| Бристоль Сити             | Итого            | Итого            | 30   | 6    | —            | —            | —          | —          | —         | —         | 30    | 6     |
| Манчестер Юнайтед         | 1988/89          | Первый дивизион  | 22   | 3    | 7            | 0            | 0          | 0          | —         | —         | 29    | 3     |
| Манчестер Юнайтед         | 1989/90          | Первый дивизион  | 1    | 0    | 0            | 0            | 0          | 0          | —         | —         | 1     | 0     |
| Манчестер Юнайтед         | 1990/91          | Первый дивизион  | 0    | 0    | 0            | 0            | 0          | 0          | 0         | 0         | 0     | 0     |
| Манчестер Юнайтед         | Итого            | Итого            | 23   | 3    | 7            | 0            | 0          | 0          | 0         | 0         | 30    | 3     |
| Вест Хэм Юнайтед (аренда) | 1989/90          | Второй дивизион  | 0    | 0    | 0            | 0            | 1          | 0          | —         | —         | 1     | 0     |
| Всего за карьеру          | Всего за карьеру | Всего за карьеру | 254  | 54   | 29           | 0            | 44         | 14         | 41        | 15        | 368   | 83    |

## Достижения
Данди Юнайтед
- Обладатель Кубка шотландской лиги: 1979[7]
- Чемпион высшего дивизиона чемпионата Шотландии: 1982/83[17]
- Включён в Зал славы «Данди Юнайтед»: 2009[80]

Чарльтон Атлетик
- Победитель плей-офф Второго дивизиона: 1987[33]